# Smilax trachypoda
Smilax trachypoda là một loài thực vật có hoa trong họ Smilacaceae. Loài này được J.B.Norton miêu tả khoa học đầu tiên năm 1916.